# ويليام كيلنر
ويليام كيلنر (بالألمانية: William Kellner)‏ هو مصمم الإنتاج نمساوي، ولد في 30 يوليو 1900 في النمسا، وتوفي في 1 مايو 1996.

## وصلات خارجية
- ويليام كيلنر على موقع IMDb (الإنجليزية)
- ويليام كيلنر على موقع ألو سيني (الفرنسية)
- ويليام كيلنر على موقع أول موفي (الإنجليزية)
- ويليام كيلنر على موقع قاعدة بيانات الأفلام السويدية (السويدية)
- ويليام كيلنر على موقع قاعدة بيانات الفيلم (الإنجليزية)
- ويليام كيلنر على موقع كينوبويسك (الروسية)